# Maranhão (futebolista)
Francinilson Santos Meirelles, mais conhecido como Maranhão (São Luís, 3 de maio de 1990), é um futebolista brasileiro que atua como Atacante. Atualmente, defende o Rio Branco-ES.

## Carreira

### Início
Maranhão começou sua carreira no Madureira, depois foi para o Cruzeiro, onde chegou a jogar pelo time de juniores.

### Itaúna
Estreou como profissional pelo Itaúna.

### Bahia
Se transferiu para o Bahia em 2010 e se destacou no ano seguinte, despertando a atenção do Cruz Azul, do México.

### Cruz Azul
Foi contratado pelo time mexicano em 2012 por US$ 1,2 milhão (R$ 2,16 milhões).

### Atlético Paranaense
Acertou um empréstimo em 2013 com o Atlético Paranaense, válido até o fim do ano. Ao fim do contrato deixou o clube.

### Daejeon Citizen
Em 2014, atou pelo clube sul-coreano Daejeon Citizen, onde foi campeão da K League Challenge.

### Chapecoense
Chegou na Chapecoense em 2015.

### Fluminense
Em 2016, assinou um contrato de 3 anos com o Fluminense.

### Santa Cruz
No dia 06 de fevereiro de 2023 foi anunciado oficialmente como novo contratado do Santa Cruz.

## Títulos
Daejeon Citizen
- K League Challenge: 2014

Chapecoense
- Campeonato Catarinense: 2016

Fluminense
- Taça Guanabara: 2017

Goiás
- Campeonato Goiano: 2018

Rio Branco-ES
- Campeonato Capixaba: 2024,  2025[2]